# Гамалія Аполлон Олександрович
Аполлон Олександрович Гамалія (17 листопада 1867 — після 1917) — чернігівський земський діяч, член Державної думи від Чернігівської губернії.

## Біографія
Православний. Зі спадкових дворян Чернігівської губернії, козацько-старшинського роду. Землевласник Стародубського повіту (400 десятин, у тому числі 264 десятини при селі Борщове Погарського повіту).
В 1889 закінчив юридичний факультет Санкт-Петербурзького університету з дипломом 1-го ступеня, а наступного року вступив на службу позаштатним молодшим чиновником при чернігівському губернаторі, був відряджений для занять у губернське правління. В 1891 був призначений старшим чиновником особливих доручень при чернігівському губернаторі, а в 1892 — переведений помічником столоначальника в господарський департамент Міністерства внутрішніх справ.
З 1895 року був чиновником особливих доручень при Головноуправляючому землеустроєм і землеробством. У 1898 році був зарахований до Корпусу лісничих, протягом п'яти років був ревізором лісоустрою. У 1900 році був відряджений на Всесвітню виставку в Парижі. У 1903—1906 роках був старшим спеціалістом із сільськогосподарської частини департаменту землеробства, за завданнями якого неодноразово виїжджав у закордонні відрядження. Дослужився до чину дійсного статського радника (1914), з нагород мав ордени св. Станіслава 3-го ступеня (1899) та св. Анни 3-го ступеня (1902).
Займався громадською діяльністю в рідній губернії: обирався гласним Стародубського повітових та Чернігівських губернських земських зборів (з 1895), почесним мировим суддею Стародубського повіту (1896—1915) та депутатом дворянства Стародубського повіту (з 1899). Перебував неодмінним членом Стародубської повітової землевпорядної комісії.
У 1907 був обраний членом III Державної думи від Чернігівської губернії. Входив до фракції «Союзу 17 жовтня». Працював секретарем сільськогосподарської комісії, а також членом комісій: з розбору кореспонденції, місцевого самоврядування та з питань православної церкви. Був доповідачем 8-го відділу перевірки прав членів Держдуми і товаришем голови 8-го відділу Думи.
1912 року був переобраний членом Державної думи від Чернігівської губернії. Входив до фракції октябристів, після її розколу — до групи земців-октябристів. Був членом Прогресивного блоку. Працював секретарем сільськогосподарської комісії та членом комісії з питань православної церкви. Був товаришем голови 8-го відділу Думи.
Після 1917 року доля невідома. Був одружений.